# We On Yo Line
«We On Yo Line» es un sencillo del grupo de rap "The Federation" con Ca$his, lanzado en el 2007, del álbum "I'ts Wahteva".
- Datos: Q6166632